# Filmografia lui Peter O'Toole
Peter Seamus O'Toole (n. 2 august 1932) este un actor irlandez de film care a devenit vedetă de cinemă după interpretarea lui T. E. Lawrence în 1962  în Lawrence of Arabia. 

## Film
| An   | Film                                    | Rol                                                         | Note                  |
| ---- | --------------------------------------- | ----------------------------------------------------------- | --------------------- |
| 1960 | Kidnapped                               | Robin MacGregor                                             |                       |
| 1960 | The Day They Robbed the Bank of England | Captain Fitch                                               |                       |
| 1960 | The Savage Innocents                    | First Trooper                                               |                       |
| 1962 | Lawrence of Arabia                      | T. E. Lawrence                                              |                       |
| 1964 | Becket                                  | Henry II                                                    |                       |
| 1965 | Lord Jim                                | Lord Jim                                                    |                       |
| 1965 | What's New Pussycat?                    | Michael James                                               |                       |
| 1965 | The Sandpiper                           |                                                             | (voce)                |
| 1966 | How to Steal a Million                  | Simon Dermott                                               |                       |
| 1966 | The Bible: In the Beginning...          | The Three Angels                                            |                       |
| 1967 | The Night of the Generals               | General Tanz                                                |                       |
| 1967 | Casino Royale                           | Piper                                                       | (uncredited)          |
| 1968 | The Lion in Winter                      | Henry II                                                    |                       |
| 1968 | Great Catherine                         | Capt. Charles Edstaston                                     |                       |
| 1969 | Goodbye, Mr. Chips                      | Arthur Chipping                                             |                       |
| 1970 | Country Dance                           | Sir Charles Ferguson                                        |                       |
| 1971 | Murphy's War                            | Murphy                                                      |                       |
| 1972 | Under Milk Wood                         | Captain Tom Cat                                             |                       |
| 1972 | The Ruling Class                        | Jack Gurney, 14th Earl of Gurney                            |                       |
| 1972 | Man of La Mancha                        | Don Quixote de La Mancha/Miguel de Cervantes/Alonso Quijana |                       |
| 1975 | Rosebud                                 | Larry Martin                                                |                       |
| 1975 | Man Friday                              | Robinson Crusoe                                             |                       |
| 1976 | Foxtrot                                 | Liviu                                                       |                       |
| 1976 | Rogue Male                              | Sir Robert Thorndyke                                        |                       |
| 1978 | Power Play                              | Colonel Zeller                                              |                       |
| 1979 | Zulu Dawn                               | Lord Chelmsford                                             |                       |
| 1979 | Caligula                                | Tiberius Julius Caesar Augustus                             |                       |
| 1980 | The Stunt Man                           | Eli Cross                                                   |                       |
| 1981 | Masada                                  | General Cornelius Flavius Silva                             |                       |
| 1982 | My Favorite Year                        | Alan Swann                                                  |                       |
| 1983 | Sherlock Holmes and the Valley of Fear  | Sherlock Holmes                                             | (voce)                |
| 1983 | Sherlock Holmes and a Study in Scarlet  | Sherlock Holmes                                             | (voce)                |
| 1983 | Sherlock Holmes and the Sign of Four    | Sherlock Holmes                                             | (voce)                |
| 1984 | Supergirl                               | Zaltar                                                      |                       |
| 1985 | Creator                                 | Harry                                                       |                       |
| 1986 | Club Paradise                           | Governor Anthony Cloyden Hayes                              |                       |
| 1987 | The Last Emperor                        | Reginald Johnston                                           |                       |
| 1988 | High Spirits                            | Peter Plunkett                                              |                       |
| 1989 | As Long as It's Love                    | Prof. Yan McShoul                                           |                       |
| 1990 | The Rainbow Thief                       | Prince Meleagre                                             |                       |
| 1990 | Wings of Fame                           | Cesar Valentin                                              |                       |
| 1990 | The Nutcracker Prince                   | Pantaloon                                                   | (voce)                |
| 1991 | King Ralph                              | Sir Cedric Charles Willingham                               |                       |
| 1992 | Rebecca's Daughters                     | Lord Sarn                                                   |                       |
| 1992 | Isabelle Eberhardt                      | Maj. Lyautey                                                |                       |
| 1993 | The Seventh Coin                        | Emil Saber                                                  |                       |
| 1997 | FairyTale: A True Story                 | Arthur Conan Doyle                                          |                       |
| 1998 | Phantoms                                | Dr. Timothy Flyte                                           |                       |
| 1998 | Coming Home                             | Colonel Edgar Carey-Lewis                                   | ITV serial            |
| 1999 | The Manor                               | Mr. Ravenscroft                                             |                       |
| 1999 | Molokai: The Story of Father Damien     | William Williamson                                          |                       |
| 2002 | Global Heresy                           | Lord Charles Foxley                                         |                       |
| 2002 | The Final Curtain                       | J. J. Curtis                                                |                       |
| 2003 | Bright Young Things                     | Colonel Blount                                              |                       |
| 2004 | Troy                                    | King Priam                                                  |                       |
| 2005 | Lassie                                  | The Duke                                                    |                       |
| 2006 | Venus                                   | Maurice                                                     |                       |
| 2006 | One Night with the King                 | Samuel, the Prophet                                         |                       |
| 2007 | Ratatouille                             | Anton Ego                                                   | (voce)                |
| 2007 | Stardust                                | King of Stormhold                                           |                       |
| 2008 | Dean Spanley                            | Fisk Senior                                                 | gala premiere at TIFF |
| 2008 | Thomas Kinkade's The Christmas Cottage  | Glen Wesman                                                 |                       |
| 2011 | Katherine of Alexandria                 | Gallus                                                      | filming               |
| 2011 | Cristiada                               |                                                             | in post-production    |
| 2011 | Eldorado                                | Narrator                                                    | in post-production    |

## Televiziune
| An   | Titlu                                     | Rol                             | Note                                                           |
| ---- | ----------------------------------------- | ------------------------------- | -------------------------------------------------------------- |
| 1956 | The Scarlet Pimpernel                     | First Soldier                   | emisiune de televiziune (1 episode)                            |
| 1961 | Rendezvous                                | John                            | emisiune de televiziune (3 episodes)                           |
| 1980 | Strumpet City                             | Jim Larkin                      | emisiune de televiziune                                        |
| 1981 | Masada                                    | General Cornelius Flavius Silva | miniserie                                                      |
| 1982 | Man and Superman                          | Jack Tanner                     | film de televiziune                                            |
| 1983 | Pygmalion                                 | Professor Henry Higgins         | film de televiziune                                            |
| 1983 | Sherlock Holmes and the Baskerville Curse | Sherlock Holmes                 | (voce) film de televiziune                                     |
| 1983 | Svengali                                  | Anton Bosnyak                   | film de televiziune                                            |
| 1984 | Kim                                       | Lama                            | film de televiziune                                            |
| 1986 | The Ray Bradbury Theater                  | John Hapmton                    | emisiune de televiziune (1 episode)                            |
| 1987 | The Dark Angel                            | Uncle Silas                     | serial TB, bazat pe romanul Uncle Silas de J. Sheridan Le Fanu |
| 1990 | Crossing to Freedom                       | John Sidney Howard              | film de televiziune                                            |
| 1992 | Civvies                                   | Barry Newman                    | film de televiziune                                            |
| 1994 | Heaven & Hell: North & South, Book III    | Sam Trump                       | miniserie                                                      |
| 1995 | Heavy Weather                             | Clarence, Earl of Emsworth      | film de televiziune                                            |
| 1996 | Gulliver's Travels                        | Emperor of Lilliput             | film de televiziune                                            |
| 1998 | Coming Home                               | Colonel Carey-Lewis             | film de televiziune                                            |
| 1999 | Joan of Arc                               | Bishop Cauchon                  | Emmy Award                                                     |
| 1999 | Jeffrey Bernard is Unwell                 | Jeffrey Bernard                 | film de televiziune                                            |
| 2002 | The Education of Max Bickford             | Sidney McKnight                 | emisiune de televiziune (1 episode)                            |
| 2003 | Hitler: The Rise of Evil                  | President Paul von Hindenburg   | film de televiziune                                            |
| 2003 | Imperium: Augustus                        | Augustus Caesar                 | film de televiziune                                            |
| 2005 | Casanova                                  | Older Casanova                  | film de televiziune                                            |
| 2008 | The Tudors                                | Papa Paul al III-lea            | emisiune de televiziune (7 episodes)                           |
| 2008 | Iron Road                                 | Lionel Relic                    | miniserie                                                      |